# Ервенице
Ервенице (на сръбски: Ервенице) е село в Сърбия, разположено в община Тутин, Рашки окръг. Намира се на 1075 метра надморска височина. Населението му според преброяването през 2011 г. е 54 души. При преброяването на населението през 2002 г. има 57 жители, от тях 56 (98,24 %) бошняци и 1 (1,57 %) непознати.

## Население
Численост на населението според преброяванията през годините:
- 1948 – 121 души
- 1953 – 155 души
- 1961 – 172 души
- 1971 – 88 души
- 1981 – 86 души
- 1991 – 75 души
- 2002 – 57 души
- 2011 – 54 души